# Hóquei no gelo na Universíada de Inverno de 2013
As competições de hóquei no gelo na Universíada de Inverno de 2013 foram disputadas no Stadio del Ghiaccio di Cavalese em Cavalese, no Stadio del Ghiaccio Gianmario Scola em Val di Fassa e no Pergine Valsugana Ghiaccio Hall em Pergine Valsugana, todos na Itália entre 10 e 21 de dezembro de 2013.

## Calendário
| Hóquei no gelo | Dezembro | Dezembro | Dezembro | Dezembro | Dezembro | Dezembro | Dezembro | Dezembro | Dezembro | Dezembro | Dezembro | Dezembro |
| Hóquei no gelo | 10       | 11       | 12       | 13       | 14       | 15       | 16       | 17       | 18       | 19       | 20       | 21       |
| -------------- | -------- | -------- | -------- | -------- | -------- | -------- | -------- | -------- | -------- | -------- | -------- | -------- |
| Masculino      |          |          |          |          |          |          |          |          |          |          |          | 1        |
| Feminino       |          |          |          |          |          |          |          |          |          |          | 1        |          |

|  | Treino não oficial |  | Treino oficial |  | Dia de competição |  | Dia de final |

## Medalhistas
| Evento    | Ouro | Prata | Bronze |
| --------- | --- | --- | --- |
| Masculino | CAN Canadá Lucas Bloodoff Tyler Carroll Mike Cazzola Chris Culligan Josh Day Marc-Antoine Desnoyers Chris Desousa Michael D'Orazio Eric Faille John Groenheyde Liam Heelis Michael John Hug Kirkpatrick Simon Lacroix Nick Macneil Matthew Maione Christopher Owens Anthony Peters Wayne Savage Robert Slaney Cory Tanaka P.A. Vandall Alex Wall                                                                                                | KAZ Cazaquistão Vladislav Belan Nursultan Belgibayev Alexey Grichshenko Artem Ignatenko Alexey Ishmametyev Viktor Ivashin Alexandr Kaznacheyev Nikita Kovzalov Alexandr Lipin Dmitriy Malgin Leonid Metalnikov Georgiy Petrov Damir Ramazanov Yevgeniy Rymarev Konstantin Savenkov Alexandr Shin Vyacheslav Tryassunov Alexey Vorontsov Andrey Yankov Rodion Zharkikh Pavel Zhilin Alexandr Zubkov | RUS Rússia Egor Aleshin Danila Alistratov Andrey Demidov Konstantin Fast Danil Fayzullin Pavel Kopytin Egor Kutugin Yury Lavretskiy Aleksei Lozhkin Vitalii Menshikov Dmitrii Mikhailov Vadim Mitriakov Vasily Mordvinov Yury Nazarov Artem Podshendyalov Kirill Polyanskiy Kirill Putilov Alexander Shcherbina Vladislav Sokolov Alexander Sumin Konstantin Turukin Alexander Ugolnikov    |
| Feminino  | CAN Canadá Sophie Brault Laura Brooker Kelly Michelle Campbell Christina Marie Capozzi Katia Clement-Heydra Gabrielle Davidson Kim Deschenes Brittney Evelyn Dawn Fouracres Josianne Legault Caitlin Beth Hamilton MacDonald Morgan Klare McHaffie Alexa Janel Normore Amanda Parkins Jessica Tuesday Pinkerton Jenna Lee Pitts Tatiana Evangeline Rafter Elodie Rousseau Sirois Jenna Marie Diane Smith Kimberley Erin Wong Cara Irene Wooster | RUS Rússia Diana Abdulina Oxana Afonina Ekaterina Ananina Maria Belova Elena Bulatova Evgenia Dyupina Maria Kirilenko Svetlana Kolmykova Svetlana Litvintseva Elvira Markova Anastasia Mishlanova Elina Mitrofanova Ekaterina Nikolaeva Valentina Ostrovlyanchik Zoya Polunina Anna Prugova Yulia Sadykova Anna Schukina Kristina Sherstyuk Nadezhda Shiryaeva Elena Silina Ekaterina Solovieva    | USA Estados Unidos Amanda Abromson Katelyn Augustine Kalli Bates Jennifer Caroline Boniecki Staci Burlingame Cassondra Catlow Chelsea Corell Alisha Difilippo Kristin Griebe Paige Harrington Lauren Hillberg Monica Korzon Caleigh La Bossiere Morgan McGrath Jessica Merritt Sarah Oteri Molly Sparks Ellen Starkman-Gleason Andrea Stewart Katie Vaughan Ramey Weaver Hayley A. Williams |

## Quadro de medalhas
| Ordem | País               | Medalha de ouro | Medalha de prata | Medalha de bronze |   |
| ----- | ------------------ | --------------- | ---------------- | ----------------- | - |
| 1     | CAN Canadá         | 2               |                  |                   | 2 |
| 2     | RUS Rússia         |                 | 1                | 1                 | 2 |
| 3     | KAZ Cazaquistão    |                 | 1                |                   | 1 |
| 4     | USA Estados Unidos |                 |                  | 1                 | 1 |
| TOTAL | TOTAL              | 2               | 2                | 2                 | 6 |